# Portos e Caminhos de Ferro de Moçambique
Portos e Caminhos de Ferro de Moçambique (CFM) és una empresa pública que gestiona els sistemes ferroviari i portuari de Moçambic. El sistema ferroviari fou desenvolupat per servir sis ports, Maputo, Beira, Nacala, Xai-Xai, Inhambane i Quelimane, i es troba encara actiu en relació als tres primers, que lliguen a països veïns.
El sistema ferroviari es compon de 3.123 kilòmetres de vies fèrries dels quals 2.983 km eren de 1,067 mm d'ample, compatible amb els sistemes ferroviaris veïns, i uns 140 km línia de 762mm d'ample, el Ferrocarril de Gaza.
El sistema ha estat desenvolupat durant més d'un segle a partir de tres ports diferents a l'oceà Índic que serveixen com a terminals per a línies diferents a la zona d'influència. Els ferrocarrils van ser els principals objectius durant la Guerra Civil de Moçambic, van ser sabotejats per la RENAMO, i s'estan rehabilitant. L'administració ha estat subcontractat en gran manera. En aquest moment no hi ha servei de trens d'interconnexió directa entre les tres línies. Cada línia té el seu propi corredor de desenvolupament.
L'agost de 2010, Moçambic i Botswana va signar un memoràndum d'entesa per desenvolupar un ferrocarril de 1.100 km a través de Zimbabwe, per portar el carbó de Serule a Botswana al port d'aigües profundes a Techobanine Point a Moçambic.

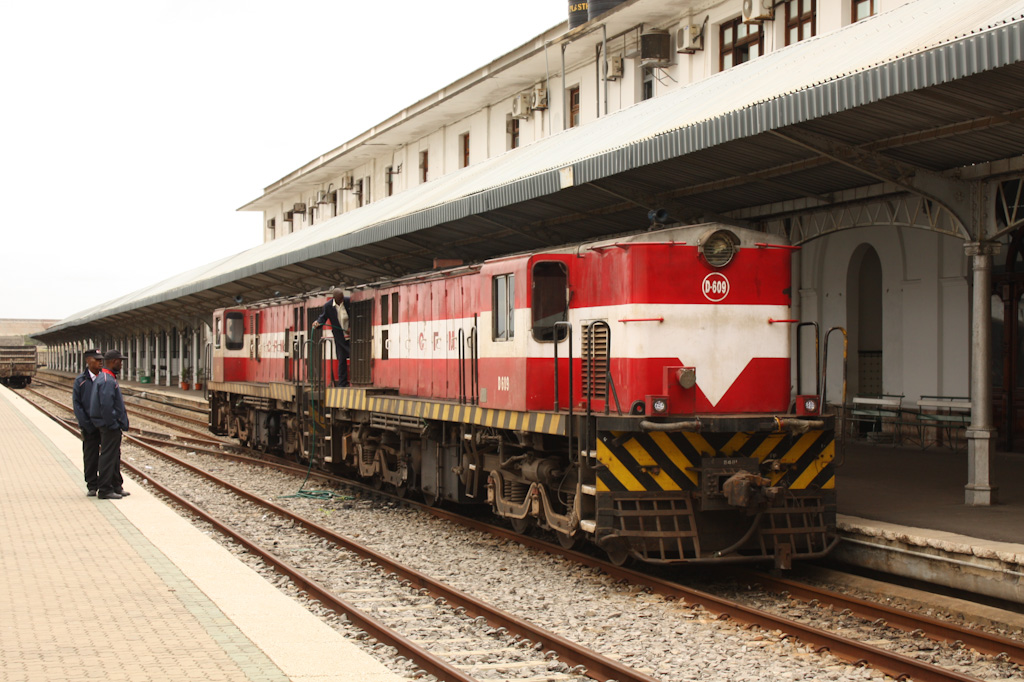

## Línies

### CFM Sul
També coneguda com a Línia de Maputo, concentra la major part de la xarxa ferroviària de Moçambic, amb 1073 km de vies fèrries, dividides en 7 línies i 1 ramal. Maputo, antiga Lourenço Marques, i Matola són les terminals de la línia de Maputo que enllaça amb el nord-est de Sud-àfrica. Com la Companyia Ferroviària de Ressano Garcia, la línia de Maputo és gestionada per la NLBP (New Limpopo Bridge Project Investments) junt amb Transnet Freight Rail i CPM amb la intenció de rehabilitar i fer operativa la línia vers la frontera amb Sud-àfarica. A Sud-àfrica l'enllaç porta a Komatipoort i d'allí a Johannesburg. La línia de Maputo també enllaça amb Swazi Rail i els National Railways of Zimbabwe.

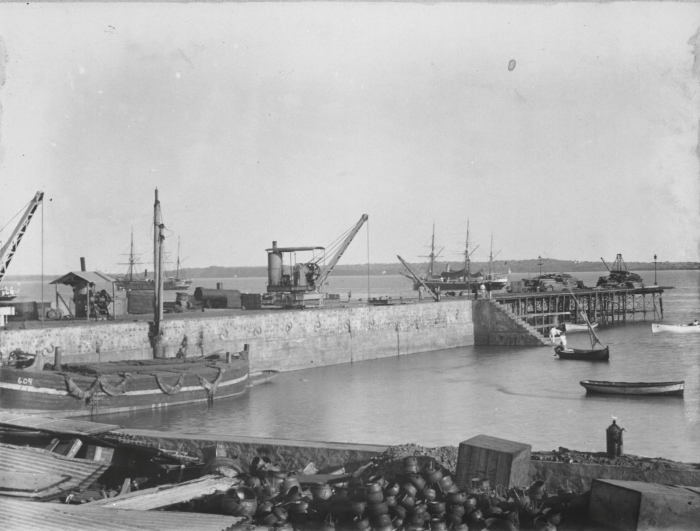
El port de Lourenço Marques en 1896

| Línia          | Extensió (km) | Estacions/baixadors | Observacions                     |
| -------------- | ------------- | ------------------- | -------------------------------- |
| Ressano Garcia | 88            | 11 / 2              | Enllaça Moçambic amb Sud-àfrica  |
| Goba           | 74            | 4 / 14              | Enllaça Moçambic amb Swazilàndia |
| Limpopo        | 534           | 12 / 19             | Enllaça Moçambic amb Zimbabwe    |

| Línia                        | Extensió (km) |
| ---------------------------- | ------------- |
| Moamba - Ungubana - Xinavane | 93            |
| Xai-Xai - Chicomo            | 90            |
| Inhambane - Inharrime        | 90            |
| Manjacaze - Marão            | 50            |
| ramal de Salamanga           | 54            |

### CFM Norte
També coneguda com a Línia de Nacala, que és la terminal del tren de Nacala, la més recent addició al sistema ferroviari. Connecta el Corredor de Desenvolupament de Nacala i enllaça amb la Central East African Railway (CEAR) de Malawi. El sistema ferroviari és operat pel Corredor de Desenvolvimento do Norte. Recentment Vale ha comprat una participació en l'operador; està previst un enllaç a partir de Moatize (on Vale té mines de carbó) a Malawi, connectant en la línia existent a Nacala.
| Línia                | Extensió (km) |
| -------------------- | ------------- |
| Nacala - Cuamba      | 533           |
| Cuamba - Entre-Lagos | 77            |
| Cuamba - Lichinga    | 262           |

### CFM Centro
També coneguda com a Línia de Beira, que és la terminal del sistema ferroviari més antic de Moçambic. La seva línia de Machipanda va a Harare (anteriorment Salisbury) i va ser inaugurada el 1899 com a enllaç amb Rhodèsia (actualment Zimbabwe) i els seus trànsits. La línia del ferrocarril de Sena a Beira enllaça les mines de carbó de Moatize amb el potencial per enllaçar amb el ferrocarril de Malawi, així com a Zàmbia. La Companhia dos Caminhos de Ferro da Beira (CCFB) ha estat arrendada per CFM al consorci format oer l'empresa índia RITES Ltd. i IRCON International.
| Línia        | Extensió (km) | Estacions/baixadors | Observacions                 |
| ------------ | ------------- | ------------------- | ---------------------------- |
| Machipanda   | 314           | 14 / 29             | Enllaça Moçambic al Zimbabwe |
| Vila de Sena | 625           | 11 /                | Enllaça Beira amb Moatize    |

| Línia                                                        | Extensió(km) |
| ------------------------------------------------------------ | ------------ |
| ramal d'Inhamitanga - Marromeu                               | 88           |
| tros Dona Ana - Vila Nova da Fronteira (frontera amb Malawi) | 34           |

### CFM Zambézia
| Línia              | Extensió (km) |
| ------------------ | ------------- |
| Quelimane - Mocuba | 147           |